# Herb gminy Czernica
Herb gminy Czernica – jeden z symboli gminy Czernica, ustanowiony 8 grudnia 1997.

## Wygląd i symbolika
Herb przedstawia na tarczy dzielonej w słup w srebrnym polu lewym czerwony półkrzyż kotwicowy, a pod nim pół sześcioramiennej gwiazdy (nawiązanie do zakonu krzyżowców), natomiast w polu prawym na złotym tle pół orła dolnośląskiego. 